# UFC Fight Night: Mendes vs. Lamas
UFC Fight Night: Mendes vs. Lamas（ユーエフシー・ファイトナイト：メンデス・バーサス・ラマス、別名UFC Fight Night 63）は、アメリカ合衆国の総合格闘技団体「UFC」の大会の一つ。2015年4月4日、バージニア州フェアファックスのパトリオット・センターで開催された。

## 大会概要
本大会ではチャド・メンデスとリカルド・ラマスによるフェザー級ワンマッチが組まれた。

### カード変更
負傷などによるカードの変更は以下の通り。
- ベン・ヘンダーソン → アル・アイアキンタ（第9試合）

- ボビー・グリーン vs. ホルヘ・マスヴィダル → グリーンの負傷により中止

- クリント・ヘスター vs. ルーク・バーナット → ヘスターの負傷により中止

## 試合結果

### プレリミナリーカード
第1試合 ミドル級ワンマッチ 5分3R
○  ロン・スターリングズ vs.  ジャスティン・ジョーンズ ×
3R終了 判定3-0（29-28、29-28、30-27）
第2試合 ヘビー級ワンマッチ 5分3R
○  ティモシー・ジョンソン vs.  シャミル・アブドゥラヒモフ ×
1R 4:57 TKO（マウントパンチ）
第3試合 ライト級ワンマッチ 5分3R
○  アレクサンドル・ヤコヴレフ vs.  グレイ・メイナード ×
3R終了 判定3-0（30-27、29-28、30-27）
第4試合 女子バンタム級ワンマッチ 5分3R
○  リズ・カムーシェ vs.  ローレン・マーフィー ×
3R終了 判定3-0（29-28、29-28、29-28）

### メインカード
第5試合 ライト級ワンマッチ 5分3R
○  ダスティン・ポイエー vs.  ディエゴ・フェレイラ ×
1R 3:45 KO（パウンド）
第6試合 フェザー級ワンマッチ 5分3R
○  クレイ・グイダ vs.  ロビー・ペラルタ ×
3R終了 判定3-0（30-27、30-27、30-27）
第7試合 女子バンタム級ワンマッチ 5分3R
○  ジュリアナ・ペーニャ vs.  ミラナ・ドゥディエヴァ ×
1R 3:59 TKO（マウントエルボー）
第8試合 ライト級ワンマッチ 5分3R
○  マイケル・キエーザ vs.  ミッチ・クラーク ×
3R終了 判定3-0（29-26、29-26、29-28）
第9試合 ライト級ワンマッチ 5分3R
○  アル・アイアキンタ vs.  ホルヘ・マスヴィダル ×
3R終了 判定2-1（29-28、27-30、29-28）
第10試合 フェザー級ワンマッチ 5分5R
○  チャド・メンデス vs.  リカルド・ラマス ×
1R 2:45 TKO（パウンド）

### 各賞
ファイト・オブ・ザ・ナイト： 該当者なし
パフォーマンス・オブ・ザ・ナイト： チャド・メンデス、ジュリアナ・ペーニャ、ダスティン・ポイエー、ティモシー・ジョンソン
各選手にはボーナスとして5万ドルが支給された。